# Supercoupe de la CAF 2003
 (octobre 2015).
Si vous disposez d'ouvrages ou d'articles de référence ou si vous connaissez des sites web de qualité traitant du thème abordé ici, merci de compléter l'article en donnant les références utiles à sa vérifiabilité et en les liant à la section « Notes et références ».
Navigation
Édition précédente Édition suivante
La Supercoupe de la CAF 2003 est la 12e édition de la compétition organisée par la Confédération africaine de football. 
Cette édition qui se déroule le 22 février 2003 au Caire voit la victoire du club égyptien de Zamalek face à l'équipe marocaine du Wydad AC.